# Heinrich Adolf von Bardeleben

Heinrich Adolf von Bardeleben

Heinrich Adolf von Bardeleben, geboren als Heinrich Adolf Schwager (* 1. März 1819 in Frankfurt (Oder); † 24. September 1895 in Berlin) war ein deutscher Chirurg, Generalarzt und Wissenschaftler. In Berlin lehrte er an der Charité und am Friedrich-Wilhelms-Institut.

## Leben
Heinrich Adolf Schwager war Sohn von Johann August Andreas Schwager und seiner Gattin Friederike Dorothea Ulrike, geborene Jochmuß. Beide Eltern starben bereits 1822. Deshalb wurde der erst Dreijährige von seinem Oheim, dem damaligen Justizkommissarius Heinrich Karl Ludwig Bardeleben adoptiert, führte seitdem den Doppelnamen Schwager-Bardeleben und erhielt am 2. Mai 1848 die Erlaubnis zur Führung des alleinigen Namens Bardeleben.
Seine Erziehung im Hause des Adoptivvaters erfolgte in evangelischer Tradition. Nach dem Besuch des Gymnasiums in Frankfurt (Oder) begann Heinrich Bardeleben im Jahr 1837 das Studium der Humanmedizin an der Friedrich-Wilhelms-Universität Berlin, das er an der Großherzoglichen Ruprecht-Karls-Universität Heidelberg, an der Hessischen Landesuniversität in Gießen und schließlich an der Sorbonne Paris fortführte. Seine Assistenzarztausbildung vollzog er 1840 am physiologischen Institut in Heidelberg. Im Zusammenhang mit seiner Promotion 1841 legte er den Doppelnamen Schwager-Bardeleben ab. Am 15. Dezember desselben Jahres wurde er in Berlin zum Dr. med. promoviert.
Seine berufliche Laufbahn begann Heinrich Adolf Bardeleben 1843 als Assistent am physiologischen Institut und Prosektor in Gießen. Hier betätigte er sich seit 1844 als Privatdozent, wurde 1848 a.o. Professor und erwarb im selben Jahr den akademischen Grad eines Dr. phil. Dem Ruf der Königlichen Universität zu Greifswald als außerordentlicher Professor auf den Lehrstuhl für Chirurgie folgte er 1848. Im Folgejahr wurde er ordentlicher Professor an der Universität zu Greifswald. In dieser Position begründete er eine eigene deutsche Chirurgieschule und ging gezielt Schritte des fachlichen Lösens von der bisher dominierenden französischen Chirurgie. Neben seiner Lehrtätigkeit wirkte er auch als Autor wichtiger Schriften zur Chirurgie. So gab er ab 1852 das „Handbuch der Chirurgie und Operationslehre“, das bis 1859 dann in vier Bänden vorlag, heraus. Dieses Werk galt lange Zeit als das führende Standardwerk für die chirurgische Methodik. 1857 und 1863 wurde er zum Rektor der Universität Greifswald gewählt.
In dieser Zeit, 1848 zu Berlin, heiratete er Auguste Zumpt und in der Familie Bardeleben wurden die Söhne Karl (1849–1918) und Adolf (1861–1914) und die Tochter Marie Charlotte (1852–1916) geboren. Sein Adoptivvater Heinrich Karl Ludwig Bardeleben (1775–1852) verstarb 1852. Die zweite Ehe schloss er wenige Monate nach dem Tod von Auguste 1869, ebenfalls in Berlin, Helene Kremnitz. Sie beide hatten die Tochter Dorothea, die den Juristen und kaiserlichen Konsul in Hongkong Friedrich Krüger ehelichte.
1868 wechselte Bardeleben an die Friedrich-Wilhelms-Universität. Für das akademische Jahr 1876/1877 wurde er zum Rektor gewählt. Im Deutschen Krieg war Heinrich Adolf von Bardeleben 1866 als Generalarzt eingesetzt. Hier sammelte er Erfahrungen über die Besonderheiten der medizinischen Versorgung von Kriegsverletzten auf den Schlachtfeldern. Diese fanden Eingang in die weitere Profilierung der medizinischen Ausbildung von Ärzten. Im Jahre 1868 besuchte er den britischen Chirurgen Joseph Lister, 1. Baron Lister (1827–1912) in Edinburgh, um dessen antiseptische Wundbehandlung zu studieren. Später wandte er dieses Prinzip durchgehend an. Im gleichen Jahr erreichte ihn der Ruf als Nachfolger von Johann Christian Jüngken (1793–1875) als Direktor an die Chirurgische Klinik der Charité. Diese Position hatte er bis 1895 inne. Da er als hervorragender Lehrer der chirurgischen Anatomie galt, erhielt er zugleich eine o. Professur. Zugleich lehrte er am Medicinisch-chirurgischen Friedrich-Wilhelm-Institut. Dabei legte er großen Wert auf die Qualität des klinischen Unterrichts. Im Deutsch-Französischen Krieg diente er abermals als Generalarzt. Und nahm in den Folgejahren Einfluss auf die Reorganisation des militärischen Sanitätswesens. Die hierbei gesammelten Erfahrungen legte er in einzelnen Schriften zur Kriegschirurgie nieder.
1872 war er Gründungsmitglied der Deutschen Gesellschaft für Chirurgie. Dabei pflegte er über viele Jahre hinweg eine enge Zusammenarbeit mit seinen Fachkollegen. Besonders eng gestaltete sich diese mit Rudolf Virchow (1821–1902) und August Hirsch (1817–1894) denen er über 40 Jahre Texte über die Allgemeine Chirurgie und die Gefäßchirurgie für die Jahresberichte der Berliner Universität zuarbeitete. Darüber hinaus erschienen seine Publikationen recht regelmäßig in deutschen und französischen Fachzeitschriften. Eine vielbeachtete Rede hielt Bardeleben aus Anlass der Gedächtnisfeier für die Friedrich-Wilhelms-Universität am 3. August 1877 zum Thema Über die Bedeutung wissenschaftlicher Studien für die Ausbildung der Ärzte.
Im Jahre 1882 wurde Heinrich Adolf von Bardeleben zum Geheimen Obermedizinalrat ernannt. Und im gleichen Jahr beförderte ihn Kaiser Wilhelm I. für seine Leistungen zur Verbesserung der Kriegsmedizin zum Generalmajor. Da Bardeleben bis 1888 den krebskranken Kaiser Friedrich III. behandelt hatte, wurde er am 11. Dezember 1891 in Neugattersleben mit Namensführung von Bardeleben in den preußischen Adelsstand erhoben.
Heinrich Adolf von Bardeleben starb am 24. September 1895 im Alter von 76 Jahren in Berlin. Sein Ehrengrab befindet sich auf dem Alten St.-Matthäus-Kirchhof Berlin Schöneberg. Seine Tochter ist die Schriftstellerin Marie Charlotte Bardeleben, bekannt unter dem Namen Mite Kremnitz. Seine Söhne Karl von Bardeleben und Adolf von Bardeleben (Chirurg) wurden ebenfalls Mediziner.

## Ehrungen
- Büstendenkmal von Martin Wolff (Bildhauer) zum 70. Geburtstag, erhalten im Garten der alten Chirurgie der Charité
- Geheimer Obermedizinalrat
- Nobilitierung durch Wilhelm I. als König von Preußen (1891)
- Generalarzt 1. Klasse à la suite des Sanitätskorps (Deutsches Reich)
- Ehrengrab der Stadt Berlin auf dem Alten St.-Matthäus-Kirchhof Berlin

## Schriften

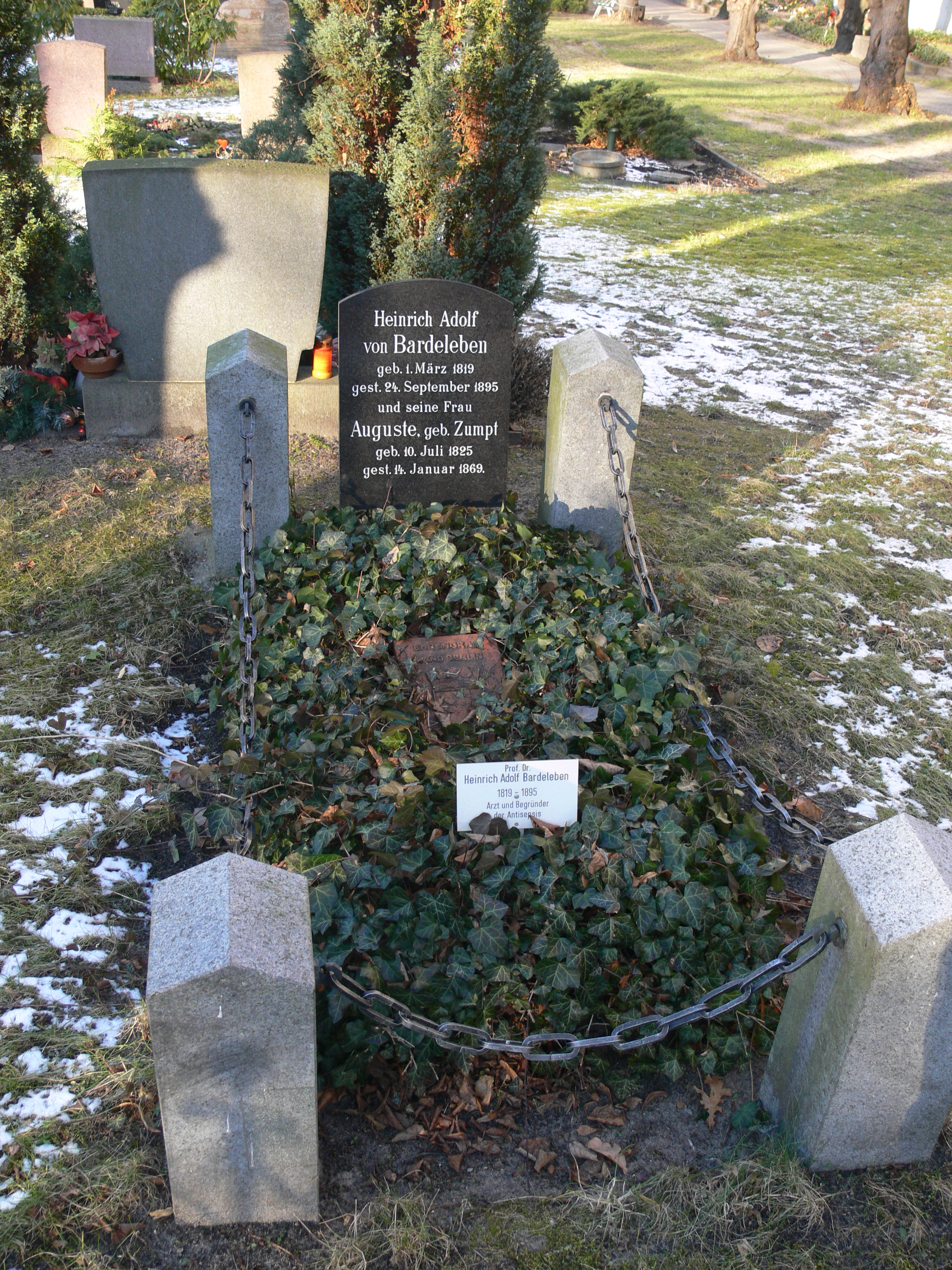
Bardelebens Grab

- Observationes microscopicae de glandularum ductu excretorio carentium structura, deque earundem functionibus experimenta, Dissertation, Berlin 1841
- Verschluss des linken ostium arteriosum in dem Herzen eines halbjährigen Kindes: untersucht von Prof. Bardeleben, 1851
- Lehrbuch der Chirurgie und Operationslehre. Besonders für das Bedürfnis der Studierenden. Georg Reimer Verlag, Berlin. Band 1 1852, Band 2 1854, Band 3 1856, Band 4 1859; Neuauflage ebenda 1865.
- Ueber die conservative Richtung der neueren Chirurgie. Fest-Rede, 1855
- Lehrbuch der Chirurgie und Operationslehre. Bände 1 bis 4, 1861.
- Rückblick auf die Fortschritte der Chirurgie in der zweiten Hälfte dieses Jahrhunderts. Rede, 1876
- Rede zur Gedaechtnisfeier der Friedrich-Wilhelms-Universitaet zu Berlin, Ueber die Bedeutung wissenschaftlicher Studien für die Ausbildung der Aerzte, gehalten am 3. August 1877, Verlag Berliner Universität, 1877
- Ueber die Theorie der Wunden und die neueren Methoden der Wundbehandlung, Vorträge in der Singakademie, 1878
- Die Krankheit Kaiser Friedrich des Dritten: dargestellt nach amtlichen Quellen und den in königlichen Hausmitteilungen niedergelegten Berichten der Aerzte, 1888
- Ueber die kriegschirurgische Bedeutung der neuen Geschosse. Rede vom 19. März 1892 im königlich medizinisch-chirurgischen Institut, 1892
- Beiträge zu Albert Eulenburgs Real-Encyclopädie der gesammten Heilkunde. Erste Auflage.
  - Galvanokaustik. In: Band 5 (1881), S. 478–484; Textarchiv – Internet Archive. Galvanolyse, Galvanopunctur, S. 484–488.
  - Luxation. In: Band 8 (1881), S. 424–438; Textarchiv – Internet Archive.